# بیلی هاولز
بیلی هاولز (انگلیسی: Billy Howells؛ زادهٔ ۲۰ مارس ۱۹۴۳) بازیکن فوتبال اهل بریتانیا است.
از باشگاه‌هایی که در آن بازی کرده‌است می‌توان به باشگاه فوتبال گریمزبی تاون اشاره کرد.